# 1978年塔巴斯地震
1978年塔巴斯地震發生於伊朗當地時間1978年9月16日19:05:55。地震矩規模7.4，最大麥加利地震震度9級（暴力的（英語：Violent））。對南呼羅珊省的塔巴斯造成嚴重的影響，死亡人數在15,000至25,000的範圍內。
共有85個村莊受到地震影響，其中塔巴斯的死亡人數約占總死亡人數的80%。距離震央610（380英里）的德黑蘭也有感。觀察到約55—85 km（34—53 mi）的地表變形，最大滑移約1.7（5英尺7英寸）。僅發生一次地震矩規模5的餘震。